# Рдестовые
Рде́стовые (лат. Potamogetonáceae) — семейство водных растений порядка Частухоцветные.
К семейству Рдестовые, включающему восемь родов, принадлежат, в том числе, многие обычные по всей территории России водные растения разнообразного облика с возвышающимися над поверхностью воды, реже плавающими колосовидными соцветиями.
Содержащий около 100 видов род Рдест (Potamogeton) распространён в пресных, реже солоноватых водоёмах обоих полушарий, но преимущественно вне тропиков, а нередко присоединяемый к нему род Гренландия (Groenlandia) представлен всего одним видом — гренландией густолистной (Groenlandia densa), известной лишь из относительно немногих местонахождений в Евразии и Северной Африке.
Рдестовые начинают своё развитие, закрепляясь на дне водоёмов с помощью более или менее длинных симподиальных корневищ, от узлов которых отходят простые, реже разветвлённые корни с длинными корневыми волосками. Обычно они остаются прикреплёнными к грунту, но отдельные побеги и части побегов могут отделяться от родительской особи и свободно плавать в воде, продолжая своё развитие.
Рдестовые — многолетние растения. В оптимальных условиях, например, в тропиках и субтропиках, они вегетируют в течение всего года, а во внетропических областях, где водоёмы нередко замерзают и даже промерзают до дна, они перезимовывают с помощью корневищ и нижних частей побегов или за счёт образующихся в пазухах листьев и на верхушках стеблей зимующих почек — сильно укороченных вегетативных побегов с тесно сближенными мелкими листьями и нередко утолщённой осью.

## Строение
В отличие от преимущественно тропического семейства Апоногетоновые, представители которого внешне похожи на рдестовых, последние всегда имеют удлинённые, часто сильно разветвлённые стебли с расставленными, а не сближенными в прикорневую розетку листьями. У рдестов почти все листья расположены очерёдно за исключением двух почти супротивных листьев в местах отхождения соцветий, а у гренландии все листья попарно (иногда по 3) сближены, располагаясь почти супротивно. Стебли рдестовых обычно цилиндрические, однако у рдеста сплюснутого (Potamogeton compressus) и родственных ему видов они сильно сплюснутые с боков и лентовидно расширенные, почти не отличающиеся по ширине от его линейных листьев.
По строению расположенных у основания листьев прилистниковидных придатков, обычно принимаемых за прилистники, все Рдестовые можно разделить на три очень неодинаковые по объёму группы. К первой принадлежит значительное большинство рдестов, составляющих подрод Рдест (Potamogeton); у них прилистники срастаются друг с другом, образуя охватывающий стебель футляр, расположенный в пазухе листа и расщеплённый с противоположной ему стороны. У видов этой группы листья не имеют влагалищ. Вторую группу образуют относительно немногочисленные виды рдестов из подрода Колеогетон (Coleogeton), в том числе широко распространённый в России и сопредельных странах рдест гребенчатый (Potamogeton pectinatus). У этих видов прилистники почти по всей своей длине прирастают к нижней части листьев, образуя довольно длинные трубкообразные влагалища, которые могут быть расщеплёнными со стороны, противоположной листу (у рдеста гребенчатого), или замкнутыми (у рдеста нитевидного — Potamogeton filiformis). Существуют немногие переходные между обеими группами виды с короткими влагалищами листьев, к ним принадлежат дальневосточный рдест Маака (Potamogeton maackianus) и североамериканский рдест Роббинса (Potamogeton robbinsii), у которого верхние свободные части прилистников выступают над основанием листовой пластинки в виде двух длинных и острых зубцов. К третьей группе принадлежит только род Гренландия, у представителей которого два почти свободных прилистника имеют лишь листья, расположенные у выхода ножек соцветия, а остальные листья вообще лишены прилистников. Кроме прилистников, в пазухах листьев большинства рдестов расположены ещё очень мелкие внутривлагалищные чешуйки с выделяющими слизь желёзками.
Форма листьев у рдестовых очень изменчива. У большинства видов сидячие листья, от узколинейных, почти нитевидных (у рдеста волосовидного, или нитевидного — Potamogeton trichoides) до широкоэллиптических (у рдеста блестящего — Potamogeton lucens) или широкояйцевидных со стеблеобъемлющим основанием (у рдеста пронзённолистного — Potamogeton perfoliatus). Длинные черешки имеются у листьев с плавающими на поверхности воды эллиптическими или ланцетными пластинками. Наиболее широко распространённый вид с такими листьями — рдест плавающий (Potamogeton natans), у которого многочисленные плавающие листья и относительно немногие подводные листья с очень узкими, иногда почти полностью редуцированными пластинками. Более широкие подводные листья при также всегда имеющихся плавающих листьях у близкого вида рдеста узловатого (Potamogeton nodosus); у рдеста злаковидного (Potamogeton gramineus) листья уже преимущественно подводные, ланцетные, с очень короткими черешками, а плавающие листья с эллиптическими пластинками и длинными черешками часто вообще отсутствуют. У рдеста альпийского (Potamogeton alpinus) плавающие короткочерешковые листья уже мало отличаются от подводных и также могут отсутствовать. Многие рдестовые имеют цельнокрайные листья, но не так уж редки и виды с зубчатыми по краю листьями, а у широко распространённого рдеста курчавого (Potamogeton crispus) листья по краю обычно курчаво-волнистые. Жилкование листьев у рдестовых дуговидное или параллельное, причём у узколистных видов с линейными пластинками количество жилок имеет большое систематическое значение.
Колосовидные соцветия рдестовых расположены на безлистных ножках, выходящих из верхушек побегов или из пазухи одного из двух почти супротивно сближенных листьев. У значительного большинства видов соцветия во время цветения возвышаются над поверхностью воды, поддерживаемые или розеткой плавающих листьев, или утолщёнными за счёт воздухоносной ткани ножками. При плодах соцветия обычно вновь погружаются в воду, а у рдестов из подрода Колеогетон соцветия, часто имеющие очень расставленные мутовки цветков, и во время цветения лежат на поверхности воды. У гренландии соцветия образованы лишь немногими, часто только двумя цветками, в отличие от обычно многоцветковых соцветий рдестов.
Цветки всех рдестовых очень сходны по строению. Они не имеют прицветников, всегда обоеполые, актиноморфные и четырёхмерные. Их интересной особенностью является необычное расположение тычинок: сидячие или почти сидячие пыльники прикреплены здесь к ноготкам сегментов околоцветника, составляя с ними одно целое и располагаясь непосредственно над ними. Прежде многие авторы принимали сегменты околоцветника в цветке рдестов за выросты сильно разросшихся связников пыльников, однако в настоящее время эта точка зрения оставлена, так как было доказано, что тычинки и сегменты околоцветника закладываются разными зачатками и срастаются лишь в ходе дальнейшего развития. Пыльцевые зёрна шаровидной формы. Гинецей состоит из 4, редко 2—5 свободных плодолистиков, обычно чередующихся с тычинками. Лишь у рдеста волосовидного в цветке развит только 1 плодолистик, а 3 остальных редуцированы. Каждый развитый плодолистик имеет 1 семязачаток и оттянут на верхушке в более или менее длинный носик, на котором, обычно вдоль его вентральной борозды, располагается покрытое сосочками рыльце.
Плод состоит из 1—4 костянковидных, реже (у гренландии) орешковидных односемянных частей — плодиков, детали строения которых имеют большое систематическое значение. У некоторых видов, например у дальневосточного рдеста гребнеплодного (Potamogeton cristatus), плоды имеют шипообразные выросты вдоль киля. Семена безбелковые.

## Образ жизни
Все рдестовые — пресноводные растения, и лишь немногие из них (например, рдест гребенчатый) способны развиваться в приморских лагунах и солоноватых озёрах. Некоторые широко распространённые виды могут расти на разных глубинах как в стоячих, так и в быстро текущих водоёмах; другие более требовательны к условиям обитания. Так, относительно редко встречающийся рдест длиннейший (Potamogeton praelongus), как правило, растёт в довольно больших и глубоких озёрах. Рдест узловатый обычен для рек с относительно большой скоростью течения, а Гренландия густая — для ручьёв и речек с довольно быстрым течением и чистой водой. При пересыхании водоёмов многие виды рдестов погибают, но рдесты злаковидный и альпийский могут некоторое время существовать на бывшем дне водоёма, образуя своеобразную карликовую наземную форму. Рдест злаковидный очень часто цветёт и плодоносит, не образуя плавающих листьев, причём наличие или отсутствие плавающих листьев у него далеко не всегда определяется глубиной водоёма. За счёт образования отчленяющихся боковых побегов и зимующих почек рдесты способны быстро размножаться, нередко полностью заполняя небольшие водоёмы. Это особенно относится к таким наиболее обычным рдестам, как плавающий, пронзённолистный, гребенчатый, рдест Берхтольда (Potamogeton berchtoldii), злаковидный, блестящий и другие. Некоторые виды рдестов поднимаются в горы до 3 000 м и выше.

## Размножение
Опыление цветков у большинства рдестов осуществляется с помощью ветра. В безветренные дни часть пыльцы из вскрывшихся пыльников может высыпаться на вогнутую поверхность сегментов околоцветника и позднее разноситься ветром уже отсюда. Обычно рдесты растут большими колониями, что существенно облегчает опыление. У большинства видов самоопылению препятствует более или менее выраженная протогиния — более раннее созревание плодолистиков, причём у некоторых видов, например у рдеста курчавого, две фазы цветения: женская и мужская отчётливо отделены друг от друга по времени. Имеются наблюдения, что цветки некоторых рдестов, находясь под водой, способны самоопыляться клейстогамно. У видов подрода Колеогетон, по-видимому, и у некоторых других опыление постоянно происходит на поверхности воды, куда высыпается пыльца. Длинные и гибкие соцветия рдестов гребенчатого и нитевидного никогда не возвышаются над водой, а плавают на её поверхности, где и опыляются. Опылителями рдестов могут быть также улитки и некоторые насекомые, поедающие пыльцу. Виды рдестов, опыляющихся на поверхности воды, имеют более длинные сосочки на рыльцах, чем анемофильные виды.
Плодики большинства рдестовых плавают очень короткое время или даже совсем не могут плавать. Лишь у рдеста плавающего и близких к нему видов плодики долго не тонут и могут распространяться водой на большие расстояния. Важную роль в распространении плодиков рдестов играют также рыбы и водоплавающие птицы, поедающие их ради мясистого околоплодника. Орешкообразные плодики гренландии, по-видимому, хорошо плавают и распространяются только при помощи водных потоков.
Среди рдестов немало плохо плодоносящих или даже совсем не плодоносящих видов. Некоторые, например, рдест узловатый, не плодоносят в северной части своего ареала. Поэтому вегетативные способы размножения рдестов играют не меньшую, а, наверное, даже большую роль, чем размножение с помощью репродуктивных органов.

## Использование
Рдестовые имеют некоторое значение в рыбном хозяйстве, так как в их зарослях рыбы мечут икру и мальки находят себе защиту.
Однако большие заросли рдестов во многих случаях препятствуют движению мелких судов и лодок.
При очистке водоёмов рдестовые можно использовать как ценное удобрение для полей.
Богатые крахмалом клубенькообразные утолщения корневищ рдеста гребенчатого и некоторых других видов можно употреблять в пищу.